# Montoro
Montoro er en by og kommune i det sydlige Spanien i provinsen Córdoba. Den har et indbyggertal på 9.049 (2024) indbyggere.